# Liste der Kardinalpriester von Santa Maria in Trastevere
Folgende Kardinäle waren Kardinalpriester von Santa Maria in Trastevere (lat. Titulus Sanctae Mariae trans Tiberim):
- San Calepodio (112 ? -?)
- Astero (oder Asterio) (118 ? -?)
- Pauline (494 -?)
- Settimio (499)
- Marcellino (499 – vor 514 ?)
- Giovanni Celio (514 -?)
- Peter (590 -?)
- Talasio (oder Thalassio) (731 – vor 745)
- Anastasio (745 – vor 761)
- Andrea (761 -?)
- Benedetto eleni (853 – 29. Juli 855 zum Papst gewählt)
- Alexander von Tusculum (? – März 931 zum Papst gewählt)
- Adriano (964 – vor 972)
- Benedikt (972 – vor 993 zum Papst gewählt)
- Crescenzio (993 – vor 1026)
- Giovanni (um 1025 – vor 1049)
- Guido (1049 – vor 1061)
- Giovanni Minuzzo (1061 – um 1067)
- Ubaldo (um 1067 – vor 1077)
- Falcone (1077 – vor 1088)
- Gregorio Paparoni (oder Papareschi) (1088 – um 1099)
- Johannes, OSB (1099 – um 1106)
- Errico (oder Henry) (1106 – etwa 1112)
- Peter (um 1112 – um 1120) Petrus Pierleoni (ca. 1120–1130), von 1130 bis 1138 Gegenpapst Anaklet II. (Gegenpapst)
- Anacletus II
- Balduino aus Pisa, O. Cist. (1136 ? – 1137 resigniert)
- Gregor von der Suburra (1138 – 1155 verstorben)
- Guido von Crema (1155 ? – 22. April 1164 zum Gegenpapst gewählt)
- Laborans (1179–1189), vorher Kardinaldiakon von Santa Maria in Portico Octaviae
- Guido Papareschi (1191 – 9. Januar 1207 zum Kardinalbischof von Frascati ernannt)
- Stefano de Normandis dei Conti (1228 – 8. Dezember 1254 verstorben)
- Matteo Rubeo Orsini, in commendam (1262 – 1305 verstorben)
- Dominique Serra, O. de M. (29. Mai 1348 – 9. Juli 1348 verstorben)
- Guillaume d’Aigrefeuille l’Ancien, OSB (17. Dezember 1350 – 17. September 1367 zum Kardinalbischof von Sabina ernannt) (siehe Haus Rogier de Beaufort)
- Pierre d’Estaing (1370–1373), danach Kardinalbischof von Ostia e Velletri
- Philippe d’Alençon (1378–1397)
- Niccolò Brancaccio (1378–1390), Pseudokardinal von Gegenpapst Clemens VII.
- Ludovico Bonito Brancaccio (1408–1413)
- Rinaldo Brancaccio, in commendam (1413–1427)
- Gabriele Condulmer (1427–1431)
- vakant (1431–1440)
- Gerardo Landriani Capitani (1440–1445)
- Juan de Torquemada OP (1446–1460)
- Amico Agnifilo della Rocca (1469–1476)
- Stefano Nardini (1476–1484)
- Jorge da Costa (1484–1491)
- vakant (1491–1496)
- Juan Llopis (1496–1501)
- Juan Castellar (1503–1505)
- Marco Vigerio della Rovere OFMConv (1505–1511)
- Bandinello Sauli, in commendam (1511–1516); pro hac vice Titelkirche (1516–1517)
- Achille Grassi (1517–1523)
- Francesco Armellini Pantalassi de’ Medici (1523–1528)
- Lorenzo Campeggi (1528–1534)
- Antonio Sanseverino Malteserorden (1534–1537)
- Giovanni Vincenzo Carafa (1537–1539)
- Marino Grimani (1539–1541)
- Francesco Cornaro (1541)
- Antonio Pucci (1541–1542)
- Philippe de la Chambre OSB (1542–1543)
- Gian Pietro Carafa (1543–1544)
- Rodolfo Pio Carpi (1544–1553)
- Juan Álvarez y Alva de Toledo (1553)
- Miguel de Silva (1553–1556)
- Giovanni Morone (1556–1560)
- Cristoforo Madruzzo (1560–1561)
- Otto Truchsess von Waldburg-Trauchburg (1561–1562)
- Tiberio Crispo (1562–1565)
- Giovanni Michele Saraceni Girifalco (1565–1566)
- Giovanni Ricci (1566–1570)
- Scipione Rebiba (1570–1573)
- Giacomo Savelli (1573–1577)
- Giovanni Antonio Serbelloni (1577–1578)
- Antoine Perrenot de Granvelle (1578)
- Stanislaus Hosius (1578–1579)
- Giovanni Francesco Gambara (1579–1580)
- Mark Sittich von Hohenems (1580–1595)
- Giulio Antonio Santorio (1595–1597)
- Girolamo Rusticucci (1597–1598)
- Girolamo Simoncelli (1598–1600)
- Alessandro Ottaviano de’ Medici (1600)
- Anton Maria Salviati (1600–1602)
- Domenico Pinelli (1602–1603)
- Antonio Maria Sauli (1603–1607)
- Mariano Pierbenedetti (1607–1608)
- Gregorio Petrocchini de Montelbero OESA (1608–1611)
- Francesco Maria Bourbon del Monte (1611–1612)
- Pietro Aldobrandini (1612–1620)
- Bartolomeo Cesi (1620–1621)
- Bonifazio Bevilacqua (1621–1623)
- Franz Xaver von Dietrichstein (1623–1636)
- Giulio Savelli (1636–1639)
- Guido Bentivoglio (1639–1641)
- Cosimo de Torres (1641–1642)
- Antonio Barberini senior (1642–1646)
- Federico Cornaro (1646–1652)
- Giulio Cesare Sacchetti (1652)
- Marzio Ginetti (1652–1653)
- Girolamo Colonna (1653–1659)
- Giovanni Battista Pallotta (1659–1661)
- Ulderico Carpegna (1661–1666)
- Niccolò Albergati-Ludovisi (1666–1676)
- Luigi Alessandro Omodei (1676–1677)
- Pietro Vito Ottoboni (1677–1680)
- Francesco Albizzi (1680–1681)
- Carlo Pio di Savoia (1681–1683)
- Decio Azzolini der Jüngere (1683–1684)
- Paluzzo Paluzzi Altieri degli Albertoni (1684–1689)
- Giulio Spinola (1689)
- Gaspare Carpegna (1689–1698)
- Giambattista Spinola der Ältere (1698–1704)
- Urbano Sacchetti (1704–1705)
- Leandro di Colloredo CO (1705–1709)
- Tommaso Ruffo (1709–1726)
- Pietro Marcellino Corradino (1726–1734)
- Giorgio Spinola (1734–1737)
- Luis Belluga y Moncada (1737–1738)
- Francesco Antonio Finy (1738–1740)
- Giuseppe Accoramboni (1740–1743)
- Francesco Antonio Finy (1743)
- Francesco Scipione Maria Borghese (1743–1752)
- Giuseppe Spinelli (1752–1753)
- Joaquín Fernández Portocarrero (1753–1756)
- Camillo Paolucci (1756–1758)
- Giacomo Oddi (1758–1759)
- Henry Benedict Mary Clement Stuart of York (1759–1761); in commendam (1761–1763)
- Fabrizio Serbelloni (1763)
- Pietro Pamphili (1766–1780)
- Giovanni Ottavio Manciforte Sperelli (1781)
- vakant (1781–1789)
- Tommaso Antici (1789–1798)
- Francesco Maria Pignatelli (1800–1815)
- Annibale Sermattei della Genga (1816–1823)
- Giovanni Francesco Falzacappa (1823–1830)
- Raffaele Mazio (1830–1832)
- Benedetto Barberini (1832–1856); in commendam (1856–1863)
- vakant (1863–1874)
- Alessandro Franchi (1874–1878)
- Lorenzo Nina (1879–1885)
- James Gibbons (1887–1921)
- Giovanni Tacci Porcelli (1921–1928)
- Pedro Segura y Sáenz (1929–1957)
- Stefan Wyszyński (1957–1981)
- Józef Glemp (1983–2013)
- Loris Francesco Capovilla (2014–2016)
- Carlos Osoro Sierra (seit 2016)